# Santa Maria de Belém

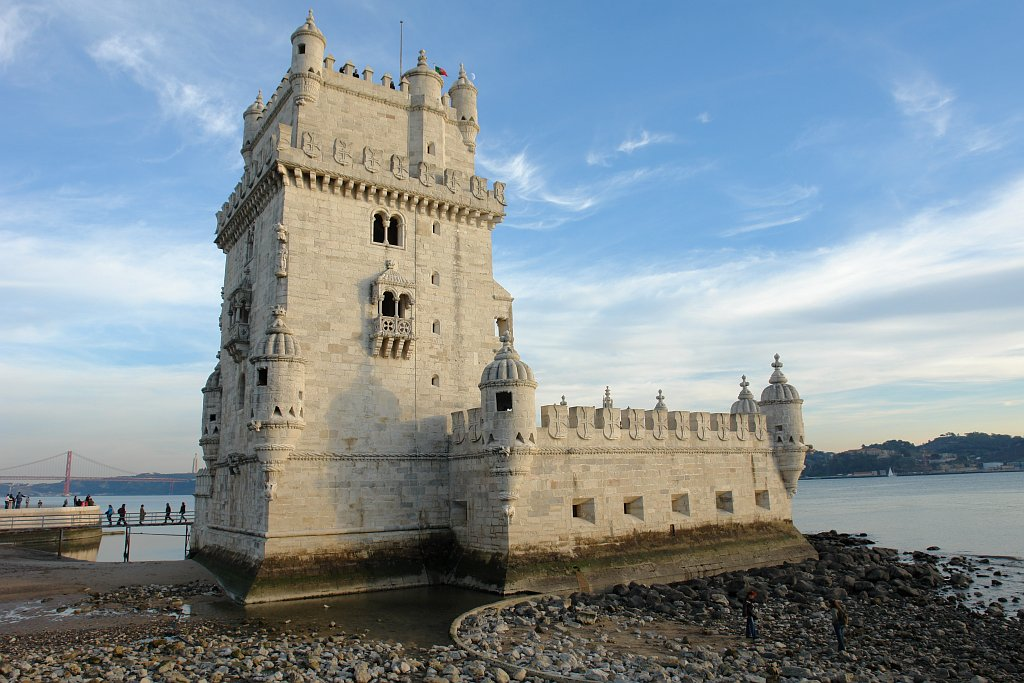
Torre di Belém.

Santa Maria de Belém è una ex freguesia portoghese che appartiene al comune di Lisbona, con un'estensione di  3,39 km² e circa 8 549 abitanti (2011). La densità è di circa 2 878,4 abitanti per km². 
La fortuna di Belém è stata fortemente legata all'epoca delle scoperte, quando Manuele I ascese al trono nel 1495.
Belém rimase un comune autonomo finché, tra il 1852 e il 1885, venne incorporato all'interno del territorio della capitale lusitana. In seguito alla riorganizzazione amministrativa delle freguesias di Lisbona, approvata nel 2012 ed entrata in vigore nel 2013, è stata soppressa ed il suo territorio incorporato nella neocostituita freguesia di Belém.

## Luoghi d'interesse
- Centro Cultural de Belém
- Jardim Vasco da Gama
- Monastero dos Jerónimos
- Monumento alle Scoperte
- Museu da Electricidade
- Palácio Nacional de Belém
- Torre di Belém